# Randy Horton
Kenneth Randolph ("Randy") Horton (Somerset, 22 januari 1945) is een voormalig Bermudaans voetballer. In zijn carrière heeft hij bij verschillende clubs in de Verenigde Staten gespeeld. In 1972 werd hij topscorer in de North American Soccer League. Horton heeft gestudeerd aan  het Culham College in Engeland, en in Amerika aan de Rutgers University in New Jersey

## Politiek
Randy Horton is sinds 1998 lid van het Lagerhuis van Bermuda. Horton heeft verschillend ministerposten in het kabinet van Bermuda uitgeoefend, waaronder Minister van Sport. Op 8 februari 2013 werd Horton gekozen tot spreker van het Lagerhuis , het is voor het eerst in de geschiedenis dat een lid van de oppositie gekozen werd om deze functie te bekleden in het Lagerhuis van Bermuda.

## Prijzen
- Topscorer North American Soccer League: 11972
- NASL Most Valuable Player Award: 1972